# Miasteczka na Litwie
Miasteczka na Litwie (lit. miestelis) – według litewskiego urzędu statystycznego obszary zurbanizowane o relatywnie gęstej zabudowie, o liczbie mieszkańców pomiędzy 500 a 3000, gdzie ponad 50% mieszkańców zatrudnionych jest w innych sektorach zatrudnienia niż rolnictwo, z uwzględnieniem tradycji miasteczek. W okresie przynależności Litwy do ZSRR, na jej terenie istniały 22 osiedla typu miejskiego (lit. Miesto tipo gyvenvietės). W 1989 r. zlikwidowano tę jednostkę osadniczą i wprowadzono podział na miasta i miasteczka. Spośród byłych osiedli typu miejskiego 13 uzyskało status miasta, 8 miasteczka, natomiast jedno wsi. Według spisu z roku 2001 na Litwie były 103 miasta, 244 miasteczka i około 24 000 wsi.
Poniższa lista obejmuje miasteczka z podziałem na okręgi i rejony municypalne według danych litewskiego urzędu statystycznego z 2001 roku oraz 3 miasteczka (Pojedupie, Kołotowo i Tyrolki), które uzyskały ten status po 2001 roku.

## Miasteczka na Litwie według okręgów i gmin

### Okręg olicki(Alytaus apskritis)
W okręgu olickim:
- Rejon olicki (Alytaus rajonas) – Butrymańce, Krakopol, Niemonajcie;
- Rejon druskienicki (Druskininkų savivaldybė) – Lejpuny, Wiciuny;
- Rejon łoździejski (Lazdijų rajonas) – Kopciowo, Krasna, Urdomin, Sereje, Szostaków, Świętojeziory;
- Rejon orański (Varėnos rajonas) – Merecz, Olkieniki;

### Okręg kowieński(Kauno apskritis)
W okręgu kowieńskim:
- Rejon janowski (Jonavos rajonas) – Kaplice, Rukłe, Żejmy;
- Rejon koszedarski (Kaišiadorių rajonas) – Kronie, Rumszyszki, Żośle;
- Rejon kowieński (Kauno rajonas) – Akademia, Bopty, Czekiszki, Domejkowo, Kaczerginie, Kormiałów, Kołotowo, Łopie, Sapieżyszki, Wędziagoła;
- Rejon kiejdański (Kėdainių rajonas) – Akademija, Datnów, Gudziuny, Jaswojnie, Kroki, Pogiry, Pernarowo, Szaty, Surwiliszki, Trusków;
- Rejon preński (Prienų rajonas) – Balwierzyszki, Pokojnie, Wejwery;
- Rejon rosieński (Raseinių rajonas) – Betygoła, Girtakol, Lidowiany, Niemokszty, Szydłowo, Widukle, Żoginie;

### Okręg kłajpedzki(Klaipėdos apskritis)
W okręgu kłajpedzkim:
- Rejon kłajpedzki (Klaipėdos rajonas) – Dowile, Andrzejewo, Judrany, Krotynga, Plikiai, Wewirzany, Wieżajcie;
- Rejon kretyngański (Kretingos rajonas) – Dorbiany, Korciany;
- Rejon szkudzki (Skuodo rajonas) – Barszczyce, Iłoki, Lenkimy, Masiady;
- Rejon szyłokarczemski (Šilutės rajonas) – Gordoma, Kotyca, Kinty, Ruś, Szweksznie, Wojnuta, Nowe Miasto;

### Okręg mariampolski(Marijampolės apskritis)
W okręgu mariampolskim:
- Rejon mariampolski (Marijampolės savivaldybė) – Dauksze, Gudele, Igliszkany, Ludwinów, Sosnowo, Szumsk;
- Rejon szakowski (Šakių rajonas) – Barzdy, Gryszkabuda, Kruki, Lokajcie, Łuksze, Syntowty, Poniemuń, Żwirgżdajcie;
- Rejon wyłkowyski (Vilkaviškio rajonas) – Bartniki, Grażyszki, Kieturwłoki, Pilwiszki, Wisztyniec;

### Okręg poniewieski(Panevėžio apskritis)
W okręgu poniewieskim:
- Rejon birżański (Biržų rajonas) – Kupreliszki, Radziwiliszki, Podbirże, Popiel;
- Rejon kupiszecki (Kupiškio rajonas) – Alojzów, Antoszew, Poławeń, Sołomieść, Subocz, Skopiszki, Szymańce;
- Rejon poniewieski (Panevėžio rajonas) – Giełaże, Krakinów, Mieżyszki, Nowe Miasto, Rogów, Smilgie, Szyły, Wodakle;
- Rejon poswolski (Pasvalio rajonas) – Dowiany, Konstantynów, Kryklany, Kryniczyn, Pompiany, Puszołaty, Sałaty;
- Rejon rakiszecki (Rokiškio rajonas) – Czadosy, Dokiszki, Pojedupie, Jużynty, Komaje, Poniemunek, Poniemuń, Soły, Suwejniszki;

### Okręg szawelski(Šiaulių apskritis)
W okręgu szawelskim:
- Rejon okmiański (Akmenės rajonas) – Krupie, Popielany;
- Rejon janiski (Joniškio rajonas) – Kruki, Skajzgiry;
- Rejon kielmski (Kelmės rajonas) – Korklany, Kroże, Lale, Poszyle, Szawkiany, Żołpie;
- Rejon pokrojski (Pakruojo rajonas) – Kławany, Ligumy, Poszwityń, Rozalin, Żejmele;
- Rejon radziwiliski (Radviliškio rajonas) – Bejsagoła, Grynkiszki, Połany, Poszuszwie, Pacunele, Szczodrobów, Szawkoty, Szawlany, Tyrolki, Wodokty;
- Rejon szawelski (Šiaulių rajonas) – Bazyliany, Gruździe, Kajry, Kurtowiany, Kuże, Meszkucie, Szakinów;

### Okręg tauroski(Tauragės apskritis)
W okręgu tauroskim:
- Rejon jurborski (Jurbarko rajonas) – Erzwiłki, Raudany, Średniki, Staki, Szymkajcie, Wodżgiry, Wielona, Wieszwile;
- Rejon pojeski (Pagėgių savivaldybė) – Wilkiszki;
- Rejon szyłelski (Šilalės rajonas) – Kołtyniany, Konstantynowo, Ławkowo, Pojurze, Tenenie, Upina, Żwingi;
- Rejon tauroski (Tauragės rajonas) – Botoki, Gaura, Pogromoncie, Żygajcie;

### Okręg telszański(Telšių apskritis)
W okręgu telszańskim:
- Rejon możejski (Mažeikių rajonas) – Łajżew, Lacków, Pikiele, Tyrkszle, Żydyki;
- Rejon płungiański (Plungės rajonas) – Olsiady, Kule, Płótele, Kalwaria Żmudzka;
- Rejon retowski (Rietavo savivaldybė) – Twery;
- Rejon telszański (Telšių rajonas) – Ejgirdzie, Gadonów, Janopol, Ławkosody, Łukniki, Nierymdajcie, Nieworany, Powondeń, Tryszki, Ubiszki, Żorany;

### Okręg uciański(Utenos apskritis)
W okręgu uciańskim:
- Rejon oniksztyński (Anykščių rajonas) – Androniszki, Dobejki, Kurkle, Skiemiany, Surdegi, Świadoście, Troupie, Wieszynty;
- Rejon ignaliński (Ignalinos rajonas) – Melegiany, Rymszany, Twerecz;
- Rejon malacki (Molėtų rajonas) – Owanta, Bolniki, Dubinki, Giedrojcie, Janiszki;
- Rejon uciański (Utenos rajonas) – Daugiele, Kukuciszki, Leluny, Syłgudyszki, Sudejki, Tauroginy, Użpol, Wiżuny;
- Rejon jezioroski (Zarasų rajonas) – Antolepty, Sołoki, Turmont.

### Okręg wileński(Vilniaus apskritis)
W okręgu wileńskim:
- Rejon elektreński (Elektrėnų savivaldybė) – Siemieliszki;
- Rejon solecznicki (Šalčininkų rajonas) – Dziewieniszki, Jaszuny;
- Rejon szyrwincki (Širvintų rajonas) – Bogusławiszki, Giełwany, Kiernów, Muśniki, Zybały;
- Rejon święciański (Švenčionių rajonas) – Hoduciszki, Kołtyniany, Łabonary;
- Rejon trocki (Trakų rajonas) – Wysoki Dwór, Hanuszyszki;
- Rejon wiłkomierski (Ukmergės rajonas) – Dziewałtów, Nidoki, Pobojsk, Siesiki, Szeszole, Towiany, Wieprze, Widziszki, Pozelwa, Żmujdki;
- Rejon wileński (Vilniaus rajonas) – Bezdany, Mejszagoła, Mickuny, Szumsk.